# Prionotus murielae
Prionotus murielae är en fiskart som beskrevs av Mobray 1928. Prionotus murielae ingår i släktet Prionotus och familjen knotfiskar. Inga underarter finns listade i Catalogue of Life.